# M1 Garand
El M1 Garand (formalmente U.S. rifle, caliber .30, M1, Rifle, Caliber .30, M1 o US Rifle, Cal. .30, M1) es un fusil semiautomático de calibre .30 que fue el fusil de servicio estándar de los Estados Unidos durante la Segunda Guerra Mundial y la guerra de Corea y también vio un servicio limitado durante la guerra de Vietnam. La mayoría de los fusiles M1 fueron suministrados a las fuerzas armadas estadounidenses, aunque también se proporcionaron muchos cientos de miles como ayuda extranjera a los aliados estadounidenses. El Garand todavía es utilizado por equipos de entrenamiento militar y guardias militares de honor. También es ampliamente utilizado por civiles para la caza, tiro al blanco y como objeto de colección militar.
El fusil M1 lleva el nombre de su diseñador canadiense-estadounidense, John Garand. Fue el primer fusil militar semiautomático estándar. Según todos los registros, el fusil M1 sirvió con distinción. El general George S. Patton lo llamó "el mejor implemento de batalla jamás concebido". El M1 reemplazó al fusil de cerrojo Springfield M1903 como el fusil estadounidense estándar a mediados de la década de 1930, y fue reemplazado por el fusil selectivo M14 a fines de la década de 1950.

## Características
Su peso descargado es de aproximadamente 4,4 kg, pero varía dependiendo de la densidad de la madera; su longitud es de 1,1 m. El fusil es alimentado por un peine en bloque que lleva ocho cartuchos .30-06 Springfield. Cuando es disparado el último cartucho el fusil arroja el peine y bloquea el cerrojo en posición abierto. Los peines también pueden ser extraídos manualmente en cualquier momento tirando la manija del cerrojo hacia atrás y presionando después el botón de retención del peine.
Los prototipos del fusil utilizaban el cartucho experimental .276 Pedersen (7 mm) en un peine de diez cartuchos, pero posteriormente fue estandarizado para usar el cartucho .30-06 Springfield, por entonces oficial. Tenía un alcance efectivo de 550 m, con la capacidad de realizar daño con munición antiblindaje a más de 800 m, con una alta precisión y disponibilidad de tiro. Por estas razones, el M1 Garand llegó a ser uno de los fusiles más efectivos de la Segunda Guerra Mundial.

## Historia y diseño
Desarrollado por el diseñador de armas John Garand durante los años 1920 y 1930 en la Springfield Armory de Massachusetts, se convirtió en el fusil estándar del ejército de los Estados Unidos, siendo adoptado en 1932 y entrando formalmente en servicio en 1936 debido a la decisión del entonces jefe del Estado Mayor del Ejército, el general Douglas MacArthur.
El primer modelo en producción fue probado con éxito el 21 de julio de 1937. Sirvió en la Segunda Guerra Mundial, donde demostró ser un excelente fusil. Los japoneses desarrollaron un prototipo copia del M1 para su propio uso al final de la guerra. También se destacó en la guerra de Corea. Algunos Garand fueron usados en la guerra de Vietnam, aunque oficialmente había sido sustituido por el fusil M14 en 1957. El cambio al M14 duró hasta 1965, con la excepción de las versiones para francotirador. Estas versiones, creadas en la Segunda Guerra Mundial, también fueron utilizadas en la guerra de Corea y parte de la guerra de Vietnam.

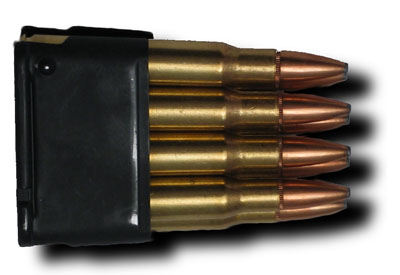
peine cargado del M1 Garand.

El M1 era un fusil accionado por gas, semiautomático y alimentado por cargador. El sistema de alimentación tenía sus peculiaridades, en especial el sistema de peine cargador que utilizaba. El ejército quería un cargador fijo que sería cargado con los peines. Pensaban[¿quién?] que un cargador extraíble era propenso a ser dañado y perderse. John Pedersen desarrolló un peine en bloque que permitía que la munición se insertara en el cargador fijo. Utilizando un muelle se mantenía la presión constante. Cuando se disparaba el último cartucho, el peine vacío era expulsado automáticamente, produciendo un sonido característico, un "ping" fácil de identificar.
Los fusiles originales utilizaban un sistema de gas poco fiable, que precisaba un adaptador en la boca del cañón y que fue sustituido a favor de un sistema más sencillo con una portilla perforada para el gas. Ya que la mayoría de los fusiles fueron adaptados, los primeros modelos pre-1939 son muy escasos y apreciados por los coleccionistas.
En ambos sistemas, los gases en expansión eran redirigidos al cilindro de gas (el tubo que se encuentra debajo del cañón). Aquí el gas accionaba un pistón que estaba unido a una varilla. La varilla era empujada hacia atrás por la presión del gas y retornaba a su posición original gracias a un resorte. La varilla estaba conectada al cerrojo rotativo situado dentro de la recámara, que giraba e iniciaba el ciclo de recarga cuando el fusil había disparado.
Springfield Armory fabricó cantidades modestas de fusiles Garand a finales de la década de 1930 y fue aumentando la cantidad desde 1940 hasta 1945. Después del inicio de la guerra en Europa, la firma Winchester Repeating Arms Company de Connecticut recibió un contrato para fabricar el Garand. Las entregas de Winchester comenzaron en 1941 y terminaron en 1945.
Tanto Alemania como la Unión Soviética trabajaron en perfeccionar sus propios fusiles semiautomáticos. El General George S. Patton se refirió al M1 como "el mejor instrumento de guerra jamás ideado".
Fue el arma oficial de la Guardia Nacional de Nicaragua desde 1945 hasta 1974, año en que lo sustituyó el fusil de asalto israelí Galil, de 5,56 mm. También fue usado por la guerrilla marxista Frente Sandinista de Liberación Nacional (FSLN) durante la insurrección de 1978 y 1979 contra la dictadura de Anastasio Somoza Debayle en dicho país, aunque la guerrilla también usaba el Galil israelí, el FN FAL belga y el M16 estadounidense.
El fusil M1 Garand también presto servicio con las Fuerzas armadas de Chile, más específicamente en el Ejército de Chile, el cual gracias al Pacto de Ayuda Mutua entre Chile y EE.UU en los años de 1957 llegaron variadas cantidades de pertrechos sobrantes del excedente militar estadounidense, entre estos el Fusil Garand que sería desplegado en varios regimientos de infantería e infantería mecanizada a lo largo del país, regimientos en los cuales aun estaban en servicio fusiles modelos mauser o aun no eran dotados con los modernos fusiles SIG SG 510. El Garand vería acción en manos de soldados conscriptos y suboficiales pertenecientes al Ejército de Chile durante el Golpe de Estado en Chile de 1973, y el Conflicto del Beagle de 1978 en manos de tropas de infantería e infantería de marina.

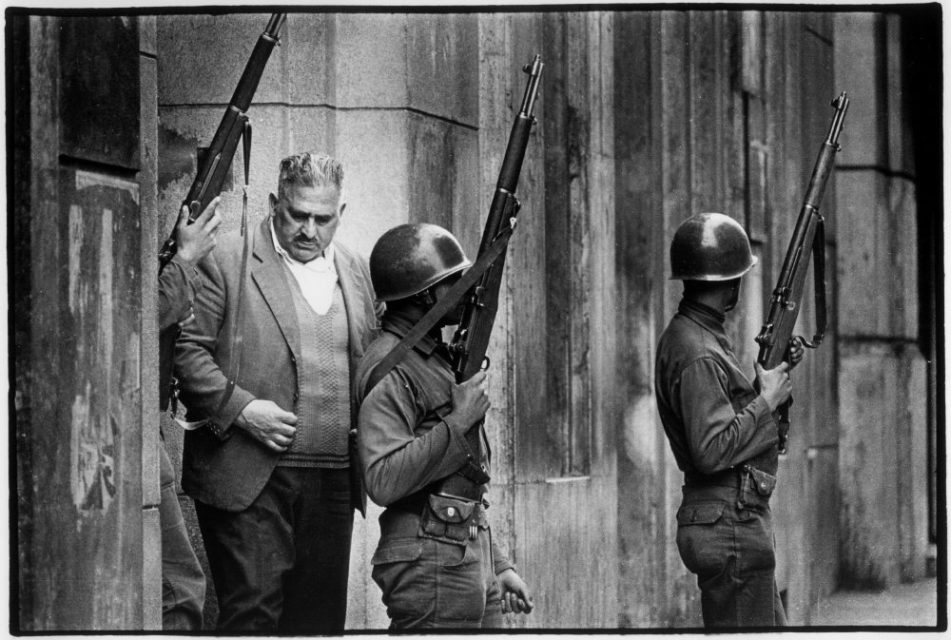
Personal pertenecientes al Ejército de Chile portando Fusiles M1 Garand en las cercanías del Palacio de La Moneda, Golpe de Estado en Chile 1973.

## Variantes y accesorios

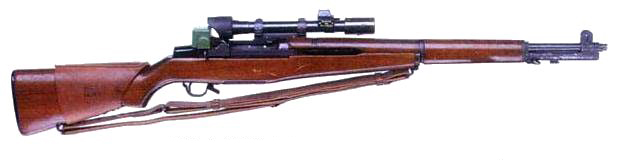
Un fusil de francotirador M1C.

La mayoría de las variantes del Garand no vieron combate, con excepción de aquellas para francotirador. Las versiones para francotirador eran M1 modificados para aceptar miras telescópicas. Fueron producidas dos versiones: el M1C (anteriormente M1E7) y el M1D (anteriormente M1E), sin embargo ninguna de ellas fue producida en cantidades significativas. La única diferencia consistía en el sistema de montaje para la mira telescópica. En junio de 1944 el M1C fue adaptado como fusil de francotirador estándar por el Ejército de los Estados Unidos reemplazando al Springfield M1903A4.
Los M1C y M1D fueron utilizados ampliamente en la guerra de Corea. El Cuerpo de Marines de Estados Unidos adoptó el M1C como su fusil de francotirador oficial en 1951. La Armada de los Estados Unidos también utilizó el Garand, pero con el cartucho 7,62 x 51 OTAN.
Dos variantes que no vieron combate fueron los M1E5 y el T26, que tenía un cañón más corto. El M1E5 tenía una culata plegable. La variante T20E2 podía utilizar cargadores del BAR y tenía un selector con modo de fuego semiautomático y automático.
Como accesorios, el Garand disponía de distintas bayonetas y una bocacha lanzagranadas que se acoplaba en el cañón.

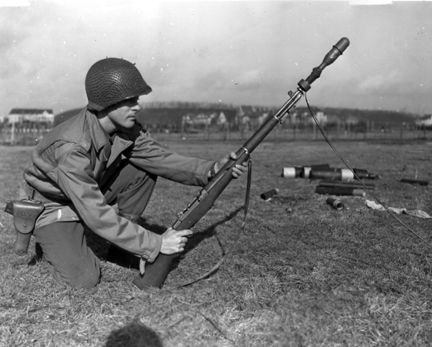
Soldado Norteamericano con su M1 Garand preparado para disparar una granada de fusil.

## Descendientes
El M1 Garand fue seguido por el M14 que lo reemplazaría. El diseño también sirvió como base para la carabina M1. La empresa italiana Beretta desarrolló variantes similares al M14 (BM59), pero más parecidas al M1 Garand.

## Usuarios actuales
- Grecia: Recibió 186.090 rifles M1 del Gobierno federal de los Estados Unidos antes de 1975, aún se mantiene en uso para llevar a cabo funciones ceremoniales por la Guardia Presidencial y la Guardia de honor del Ministerio de Defensa Nacional.

- Haití: Miles fueron comprados de varias fuentes y recibidos como ayuda de los Estados Unidos.

- Noruega: Recibió 72.800 rifles M1 del Gobierno de los Estados Unidos antes de 1964.

- Turquía: Recibió 312.430 rifles M1 del Gobierno de los Estados Unidos entre los años 1953 y 1970, entró en acción en la guerra de Corea y en la guerra de Chipre de 1974, todavía es utilizado por las Fuerzas Armadas de Turquía como un arma ceremonial.[5]

### En inglés
- Armstrong, Thomas E. (1999) M1 Garand Information Place
- Mangrum, Jamie (2004) Surplus Rifle.com: M1 Garand Page
- Olive-Drab.com (1998–2005) Military Firearms: M1 Garand Rifle
- Popenker, Max (1999–2004) Modern Firearms: Fusil M1 Garand
- Ewing, Mel, Sniper Central: US Army M1C & M1D
- Springfield Armory, (2001) Springfield Armory M1 Garand Operating Manual (PDF)

- Datos: Q204046
- Multimedia: M1 Garand / Q204046